# Hydriomena charlestonia
Hydriomena charlestonia är en fjärilsart som beskrevs av Mcdunnough 1954. Hydriomena charlestonia ingår i släktet Hydriomena och familjen mätare. Inga underarter finns listade i Catalogue of Life.